# Gabriel Badilla
Gabriel Badilla Segura (ur. 30 czerwca 1984 w San José, zm. 20 listopada 2016) – kostarykański piłkarz grający na pozycji środkowego obrońcy.

## Kariera klubowa
Badilla jest wychowankiem jednego z najbardziej znanych kostarykańskich klubów, Deportivo Saprissa. W jego barwach zadebiutował w 2001 w pierwszej lidze Kostaryki i z czasem przebił się do pierwszego składu drużyny. Pierwszy sukces z Deportivo osiągnął jednak dopiero w sezonie 2003/2004, kiedy to wywalczył tytuł mistrza Kostaryki.
W 2005 roku Badilla triumfował z Deportivo w Pucharze Mistrzów CONCACAF (wystąpił w obu finałowych meczach z UNAM Pumas). W tym samym roku zagrał także na Klubowych Mistrzostwach Świata 2005 i z klubem z San José zajął 3. miejsce w tym turnieju. Prezentował wówczas na tyle wysoką formę, że eksperci FIFA uznali go za jednego z najbardziej utalentowanych obrońców na świecie. W sezonie 2006/2007 sięgnął z klubowymi kolegami po kolejny tytuł mistrzowski w kraju.
| Sezon   | Klub               | Kraj      | Rozgrywki                      | Mecze | Bramki |
| ------- | ------------------ | --------- | ------------------------------ | ----- | ------ |
| 2001/02 | Deportivo Saprissa | Kostaryka | Primera División de Costa Rica | ?     | ?      |
| 2002/03 | Deportivo Saprissa | Kostaryka | Primera División de Costa Rica | ?     | ?      |
| 2003/04 | Deportivo Saprissa | Kostaryka | Primera División de Costa Rica | ?     | ?      |
| 2004/05 | Deportivo Saprissa | Kostaryka | Primera División de Costa Rica | ?     | ?      |
| 2005/06 | Deportivo Saprissa | Kostaryka | Primera División de Costa Rica | 29    | 2      |
| 2006/07 | Deportivo Saprissa | Kostaryka | Primera División de Costa Rica | 33    | 7      |
| 2007/08 | Deportivo Saprissa | Kostaryka | Primera División de Costa Rica | 20    | 0      |

## Kariera reprezentacyjna
W 2001 roku Badilla wraz z młodzieżową reprezentacją Kostaryki wziął udział w Młodzieżowych Mistrzostwach Świata U-17 w Trynidadzie i Tobago, z których z rodakami odpadł w ćwierćfinale po porażce 0:2 z Burkina Faso.
W pierwszej reprezentacji Kostaryki Badilla zadebiutował 19 czerwca 2005 w zremisowanym 2:2 meczu z Chinami. W tym samym roku był w kadrze na Złoty Puchar CONCACAF, ale był tam tylko rezerwowym, a Kostaryka odpadła w ćwierćfinale.
W 2006 roku selekcjoner reprezentacji, Alexandre Guimarães powołał Gabriela do kadry na Mistrzostwa Świata w Niemczech. Na tym turnieju był rezerwowym obrońcą i wystąpił tylko w jednym meczu – przegranym 1:2 z Polską.